# Ronald Stevenson
Ronald Stevenson (Blackburn, graafschap Lancashire, 6 mei 1928 – 28 maart 2015) is een Brits componist en pianist.

## Levensloop
Stevenson studeerde aan het Royal Manchester College of Music nu: Royal Northern College of Music in Manchester waar hij onder andere compositie bij Richard Hall en piano bij Iso Elison, zelf een leerling van Felix Blumenfeld (1863-1931), studeerde. Later studeerde hij orkestratie bij Guido Guerrini, een leerling van Ferruccio Busoni, aan de Accademia Nazionale di Santa Cecilia in Rome.
Stevenson werd docent voor compositie en piano aan de Universiteit van Kaapstad (UCT) in de tijd van 1962 tot 1965. Hij was een visiting professor aan het Muziek-Conservatorium van Sjanghai (Chinees: 上海音乐学院) in Shanghai in 1985. Verder gaf hij seminaries in 1987 aan de befaamde Juilliard School of Music in New York. Eveneens was hij meerdere malen te gast aan de Universiteit van Melbourne in Melbourne en aan de Universiteit van West-Australië in Perth.
Tussen 1970 en 1980 gaf hij 26 programma's op de BBC-radio met muziek van Ferruccio Busoni en in 1974 schreef hij een script voor een televisie-uitzending, introduceerde het programma en was piano solist in een Busoni documentatie op BBC 2 - een film van 1½ uur. In 1981 schreef hij een script en produceerde een serie van radio programma's over de Schotse Pipe, harp en fiddle.
Als componist schreef hij werken voor orkest, harmonieorkest, brassband, kamermuziek, vocale muziek en werken voor piano.
Hij is vicepresident van de Workers' Music Association, lid van de European Piano Teachers' Association en de Royal Society of Musicians of Great Britain alsook van de Composers' Guild of Great Britain. Stevenson is ere-doctor van de Universiteit van Aberdeen in Aberdeen, de Universiteit van Dundee in Dundee, Schotland en de Universiteit van Stirling in Stirling, Schotland.

## Composities

### Werken voor orkest
- 1951 · Berceuse Symphonique
- 1955 · Pavan after John Bull, voor kamerorkest
- 1965 · Scots Dance Toccata
- 1976 · Young Scotland Suite
  1. Salute of the Pipers
  2. Sounding Strings
  3. Young Scotland March

#### Concerten
- 1959-1960 · Piano Concerto No. 1 "Faust Triptych"
  1. Largo – Allegro
  2. Fuga: Andante pensoso, tempo giusto
  3. Adagio – Tempo di minuetto – Allegretto vivo – Cadenza – Vivace - Adagio
- 1964/1967 · Little Jazz Variations on Purcell’s Scotch Tune, voor klarinet en strijkorkest
- 1970-1972 · Piano Concerto No. 2 "The Continents"
- 1977-1979 · Violin Concerto "The Gypsy"
  1. Larghetto, calmo ed albeggiante – Allegretto (Danse Roumaine) – Tempo di valse
  2. Andante elegiaco – Adagietto – Cadenza in parte accompagnata – Tempo primo
  3. Allegro cavalleresco – Hardanger Wedding March – Wedding Dance – Norse Funeral March – Dance of Death – Blue Mountain Dance
- 1968-1994 · Cello Concerto "The Solitary Singer"
  1. Nocturne héroïque
  2. Moderato – Allegro – Moderato – Lento na con moto – Allegro festivo – Più mosso – Allegro
  3. Elegy: Larghetto cantabile – Poco più mosso – Moderato – Più mosso – Tempo primo – Poco più mosso

### Werken voor harmonieorkest en brassband
- 1990-1991 · Strathclyde’s Salute to Mandela, voor brassband
- Corroboree for Grainger, voor piano en harmonieorkest

### Werken voor koren
- 1955 · Canticle to the Sun, voor gemengd koor - tekst: Franciscus van Assisi
- 1967 · Medieval Scottish Triptych, voor gemengd koor
- 1967 · Four Peace Motets, voor gemengd koor
- 1968 · Anns and Airdhe, as an Doimhne (In the Heights, From the Depths), voor gemengd koor - tekst: Sorley MacLean
- 1968 · Amhran Taladh (Day is Düne), voor gemengd koor - tekst: Goidelisch gedicht van Findlay McNeill uit het Schotse vertaald van William Soutar
- 1987 · Twelve Part Motet: In Memoriam Robert Carver, voor vrouwenkoor, mannenkoor, gemengd koor en orgel - tekst: J. Reid Baxter
- 1990 · Speak to Us of Children, voor gemengd koor - tekst: Kahlil Gibran
- 1990-1992 · Choral Recitative and Psalm 23, voor gemengd koor

### Vocale muziek
- 1948 · War: A Dramatic Piece, voor bariton en piano - tekst: William Blake
- 1962 · Two Songs to poems by Edgar Allan Poe, voor mezzosopraan en piano
- 1965 · Diptych, zangcyclus voor sopraan en piano - tekst: Rabindranath Tagore, uit «Gitanjali»
- 1965 · Four Vietnamese Miniatures, voor hoge stem, harp en piano - tekst: Hồ Chí Minh
- 1966 · Liederbüchlein fur Regina Beate, voor sopraan en piano - tekst: Christian Morgenstern
- 1966 · 19 Songs of Innocence, voor sopraan, contralto, tenor en bariton, gemengd koor en piano
- 1969 · Vocalise Variations - op twee thema's uit "Les Troyens (De Trojanen)" van Hector Berlioz, voor mezzosopraan en orkest
- 1970 · Border Boyhood, zangcyclus voor tenor en piano - tekst: Hugh MacDiarmid
- 1971 · Nine Haiku, zangcyclus voor hoge stem en harp (of piano) - tekst: School of Bashô, woorden van Keith Bosley naar de Japanse tekst
- 1974 · Songs of Quest, zangcyclus voor bariton en piano - tekst: John Davidson (1857-1909)[1]
- 1974 · Hills of Home, zangcyclus voor bariton en piano - tekst: Robert Louis Stevenson
- 1981-1985 · Four Songs to poems by Christian Morgenstern, voor mezzosopraan en piano
- 1985 · A Child’s Garden of Verses, voor een of twee hoge stemmen - tekst: Robert Louis Stevenson
- 1989 · St Mary’s May Songs, voor sopraan en strijkorkest

### Kamermuziek
- 1952 · Nocturne: Homage to John Field, voor dwarsfluit en piano
- 1964 · Four Meditations, voor strijkkwartet
- 1965 · A Golden Song (A’e Gowden Lyric), voor viool en piano
- 1971 · Duo Sonata, voor harp en piano
  1. “Celtic Sunlight”: Largo – Allegro
  2. “Nocturne – the Midnight Sun”: Adagietto – Allegro vivace e vigoroso
- 1974 · Variations and Theme "The Bonnie Earl o’Moray", voor cello en piano
  1. Introduction: Andante
  2. Var. I: L’istesso tempo
  3. Var. II Andante grave
  4. Var. III (cello solo): Con moto fluente, quasi improvvisando
  5. Var. IV: Alla Marcia, moderato ma fanfaronesca (with swagger)
  6. Var. V: Fughetta alla giga, allegro ma non troppo
  7. Var. VI: Allegro
  8. Var. VII L’istesso tempo
  9. Var. VIII: Marcia funebre – Tema (L’istesso tempo)
- 1987 · Recitative and Air on DSCH: in Memoriam Shostakovich, voor strijkkwartet
- 1965 · Quartettino - Transcription of Ferruccio Busoni: "Sonata ad usum infantis", voor strijkkwartet
- 1985 · Fantasy Quartet "Alma Alba", voor pianokwartet
- 1986 · Bergstimmung (Mountain Mood/Beann-Fhonn), voor hoorn en piano
- 1988 · The Harlot’s House - Dance Poem after Oscar Wilde, voor accordeon en slagwerk
- 1990 · String Quartet: Voces Vagabundae
- 2000 · Pan-Celtic Wind Quintet, voor blazerskwintet
  1. Early morning nocturne: homage to the Irish John Field
  2. The Sheep under the Snow – Manx Melody
  3. A’e Gowden Lyric (One Golden Song) – Scots
  4. Hal-an-Tow – Cornish Folkdance-Song
  5. Contrapuntal Recollection (Recueillement)
  6. Dafydd y Gareg Wen a Clychau Aberdyfi (David of the White Rock & The Bells of Aberdovey) – Two Welsh Airs

### Werken voor orgel
- 1965 · Reflections on an Old Scots Psalm Tune
- 1971 · Prelude and Fugue on a 12-note Theme from Liszt’s "Faust-Symphonie"
- 1984-2000 · Chorale Prelude & Fugue on Themes from Wagner and Chorale Postlude on Themes from Cornish Folksong, Wagner and von Bülow
- Prelude and Chorale (An Easter Offering)

### Werken voor piano
- 1945 · Sonatina No. 1
- 1947 · Sonatina No. 2
- 1947-1950 · Three Early Lyric Pieces
- 1948 · Fugue on a Fragment of Chopin
- 1948 · Sonatina No. 3
- 1949 · Three Nativity Pieces
- 1953-1959 · A 20th Century Music Diary
- 1953-1959 · 4 Studies from A 20th Century music Diary
- 1955 · Variations on a theme of Pizzetti
- 1959 · Prelude, Fugue & Fantasy on Busoni’s "Faust"
- 1959 · Six Pensées sur des Préludes de Chopin
- 1959-1967 · A Scottish Triptych
- 1960-1962 · Passacaglia op DSCH (Dmitri Sjostakovitsj)
- 1964 · A Wheen Tunes for Bairns tae Spiel: Four Scottish Pieces for Piano
- 1965 · Two Music Portraits
- 1967 · Three Scots Fairy Tales
- 1971 · Peter Grimes Fantasy
- 1973 · Three Scottish Ballads
- 1973 · Promenade Pastorale
- 1973-1977 · Sonatina Serenissima
- 1976-1979 · Norse Elegy for Ella Nygaard
- 1980 · Barra Flyting Toccata
- 1986 · Symphonic Elegy for Liszt
- 1986 · Piccolo Niccolò Paganinesco
- 1987 · Ricordanza di San Romerio (A Pilgrimage for Piano)
- 1987-1988 · Motus Perpetuus (?) Temporibus Fatalibus
- 1988-1997 · Festin d’Alkan
- 1989 · Beltane Bonfire
- 1995 · A Carlyle Suite
- A Rosary of Variations on O’Riada’s Irish Folk Mass

### Werken voor klavecimbel
- 1968 · Harpsichord Sonata

### Werken voor harp
- 1965 · Two Cambrian Cantos for Harp
- 1983-1984 · Fantasia polifonica

### Werken voor gitaar
- 1983 · Don Quixote and Sancho Panza – A Bagatelle Cycle, voor twee gitaren

## Publicaties
- Raymond Clarke, recording notes for Stevenson: Passacaglia on DSCH. Raymond Clarke (piano). Marco Polo 8.223545.
- Chris Walton, "Composer in Interview: Ronald Stevenson - a Scot in 'emergent Africa'"
- Ronald Stevenson: A musical Biography by Malcolm MacDonald, (Edinburgh, National Library of Scotland, 1989)
- Ronald Stevenson: The Man and his Music, A Symposium edited by Colin Scott-Sutherland with a foreword by Yehudi Menuhin, (London, 2005) ISBN 0 907689 40 X